# Batalla de Abensberg
La batalla de Abensberg tuvo lugar el 20 de abril de 1809 como parte de la Guerra de la Quinta Coalición, que enfrentaba al Primer Imperio Francés junto a sus aliados (Reinos de Baviera y Wurtemberg) frente al Imperio Austríaco. La fuerza franco-alemana estaba al mando del Emperador Napoleón I de Francia y las fuerzas del Imperio Austríaco eran comandadas por el Teniente General Luis de Habsburgo-Lorena.
A medida que la jornada terminaba, el Teniente General Johann von Hiller llegó a Abensberg con refuerzos para tomar el mando de los tres cuerpos de ejército que formaban el flanco izquierdo del ejército austríaco. El campo de batalla se situaba al sureste de Abensberg, e incluyó escaramuzas en Offenstetten, Biburg-Siegenburg, Rohr in Niederbayern y Rottenburg an der Laaber. Ese mismo día capituló la guarnición francesa en Ratisbona.
Tras la victoria del Mariscal francés Louis-Nicolas Davout en la batalla de Teugen-Hausen el día anterior, Napoleón se empecinó en romper las defensas austríacas detrás del río Abens. El Emperador juntó un cuerpo de ejército provisional, que incluía parte de los cuerpos de Davout además de unidades de caballería, y entregó el mando a Jean Lannes. Lannes atacó desde el norte en dirección a Rohr mientras Napoleón se reservaba la dirección del ataque de sus aliados alemanes de Baviera y Wurtemberg, cruzando el río Abens desde el oeste.
Mientras los austríacos lograban en un principio sostener sus líneas a lo largo del río, las fuerzas de Lannes rompieron las líneas defensivas de Luis en el extremo este. En el ala izquierda, los austríacos pudieron defender la retaguardia con éxito, pero en el transcurso del día los franceses destruyeron toda oposición en el flanco derecho y tomaron miles de prisioneros. Al terminar el día, los austríacos apenas tenían el control de una línea detrás del río Große Laber. Al día siguiente, Hiller se replegó a Landshut, separando el ala izquierda del ejército principal bajo el mando del Archiduque Carlos de Austria-Teschen cerca de Ratisbona.
La rendición francesa en Ratisbona el 20 de abril abrió una ruta de escape hacia la ribera norte del Danubio para el ejército del Archiduque Carlos. La batalla de Landshut se libró un día después, el 21 de abril.

## Antecedentes

### Enfrentamientos previos

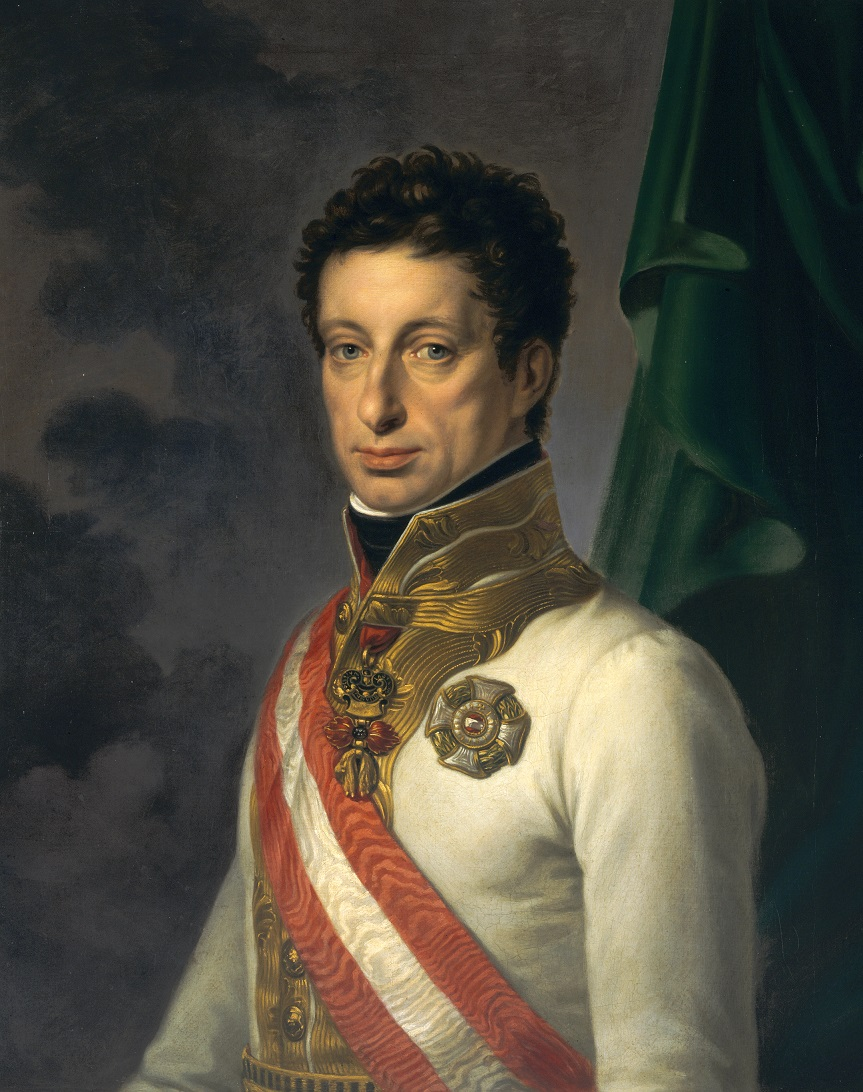
El Archiduque Carlos.

El Archiduque Carlos le había ganado la delantera a Napoleón cuando su ejército invadió el Reino de Baviera el 10 de abril de 1809. Pese a que al ejército austríaco tardó seis días en llegar desde el río Inn en la frontera hasta el río Isar, dicho movimiento puso en peligro al ejército francés y sus aliados alemanes. El subcomandante de Napoleón, el Mariscal Louis Alexandre Berthier, manejó mal la concentración de la Grande Armée, dejando sus unidades separadas y confundidas en un amplio frente.
El grueso de los 209.600 hombres que formaban el ejército de Carlos cruzó el río Isar en Landshut el 16 de abril, pero al día siguiente el Emperador Napoleón llegaba al frente de batalla desde París. Desesperado por retomar la iniciativa, Napoleón consolidó sus fuerzas y ordenó al IV Cuerpo del Ejército del Mariscal André Masséna y al II Cuerpo del General de División Nicolás Oudinot que avanzasen por la derecha hacia Landshut, para cortar las líneas de comunicaciones austríacas. Según su plan, el VII Cuerpo bávaro del Mariscal François Joseph Lefebvre debía controlar el centro de Abensberg mientras las fuerzas del flanco oriental de Davout se retiraban hacia el oeste para evitar quedar atrapados entre la columna principal de Carlos y el Danubio.
Días después, el 19 de abril, Carlos se dio cuenta de que tenía la oportunidad de aplastar a Davout. Envió 65.000 soldados en tres poderosas columnas hacia el noroeste mientras Davout trataba de flanquear su frente. Para fortuna de los franceses, los 20.000 soldados del General de Caballería Juan José I de Liechtenstein no encontraron resistencia en el lado derecho austríaco. En el centro, los 3800 soldados de caballería e infantería bajo el mando del General de División Louis-Pierre Montbrun lograron aguantar durante gran parte del día la embestida del IV Cuerpo de ejército del Príncipe Francisco Serafín de Rosenberg-Orsini.
En el flanco izquierdo, el III Armeekorps austríaco, al mando del Príncipe Federico Francisco Xavier de Hohenzollern-Hechingen, se enfrentó a la división de Louis Vincent Le Blond de Saint-Hilaire en forma espectacular. Ambos bandos enviaron refuerzos mientras la infantería luchaba sobre un par de colinas paralelas en la batalla de Teugen-Hausen. Finalmente, Davout trajo a la batalla fuerzas superiores y logró repeler a los austríacos. Esa noche, Carlos ordenó a Hohenzollern que se retirase un poco hacia el este, más cerca del contingente principal de su ejército.
En la mañana del 19 de abril, el Archiduque Carlos solicitó al Príncipe de Hohenzollern que proveyera una conexión entre los Cuerpos de ejército III y V. El comandante del III Armeekorps ordenó entonces a la brigada de infantería de 6000 hombres del Mayor General Ludwig Thierry que se separase al lado izquierdo. Como un punto adicional de conexión entre Thierry y el III Cuerpo de Ejército, el Príncipe de Hohenzollern envió al Mayor General Joseph Freiherr von Pfanzelter con un batallón de granaderos y dos escuadrones de húsares, aproximadamente mil hombres. Mientras la batalla de Teugen-Hausen alcanzaba su cénit, Thierry se enfrentaba a tropas de Baviera cerca de Arnhofen y luego se retiró hacia Offenstetten.

### Despliegue austríaco
El 20 de abril, el cuerpo principal del ejército del Archiduque Carlos consistía de los III, IV y I Cuerpos de Ejército de reserva. Estos se encontraban desplegados cerca de Dünzling y Eckmühl. El II Cuerpo de Ejército del General Johann Kollowrat pasó el 19 de abril atacando Ratisbona desde el norte del Danubio. El I Cuerpo de Ejército también se apostó al norte del Danubio. El 65.º Regimiento de Infantería del Coronel Louis Coutard, que había logrado defender con eficacia la ciudad, se encontraba en Abensberg, pero estaba con pocas reservas de municiones para armas ligeras.
Louis Coutard repartió su V Cuerpo de ejército atrás del río Abens, mirando hacia el oeste. El Teniente General Michael von Kienmayer ubicó al II Cuerpo de Ejército en Ludmannsdorf como apoyo, aproximadamente 7975 hombres. La brigada de coraceros de Kienmayer, bajo el mando del Mayor general Andreas von Schneller, se encontraba en ese momento con Liechtenstein y cuatro de sus escuadrones de dragones se hallaban junto a la brigada de Thierry. En la noche del 19 de abril, la mayoría de las tropas de Johann von Hiller llegaron a Mainburg en el sur. Al igual que los Cuerpos de Ejército V y II tenía varias brigadas separadas, atendiendo otros flancos y frentes. Al inicio de la guerra, el Archiduque Carlos había enviado una de las divisiones para defender Múnich, la capital de Baviera, donde aún se encontraba. Hiller también había enviado un pequeño grupo a Moosburg an der Isar para cuidar el flanco sur de Armand von Nordmann. El conteo oficial de las fuerzas de Hiller era de 75.880 soldados, pero el número de soldados que efectivamente se encontraba en la batalla era de 42.000.

### Despliegue francés

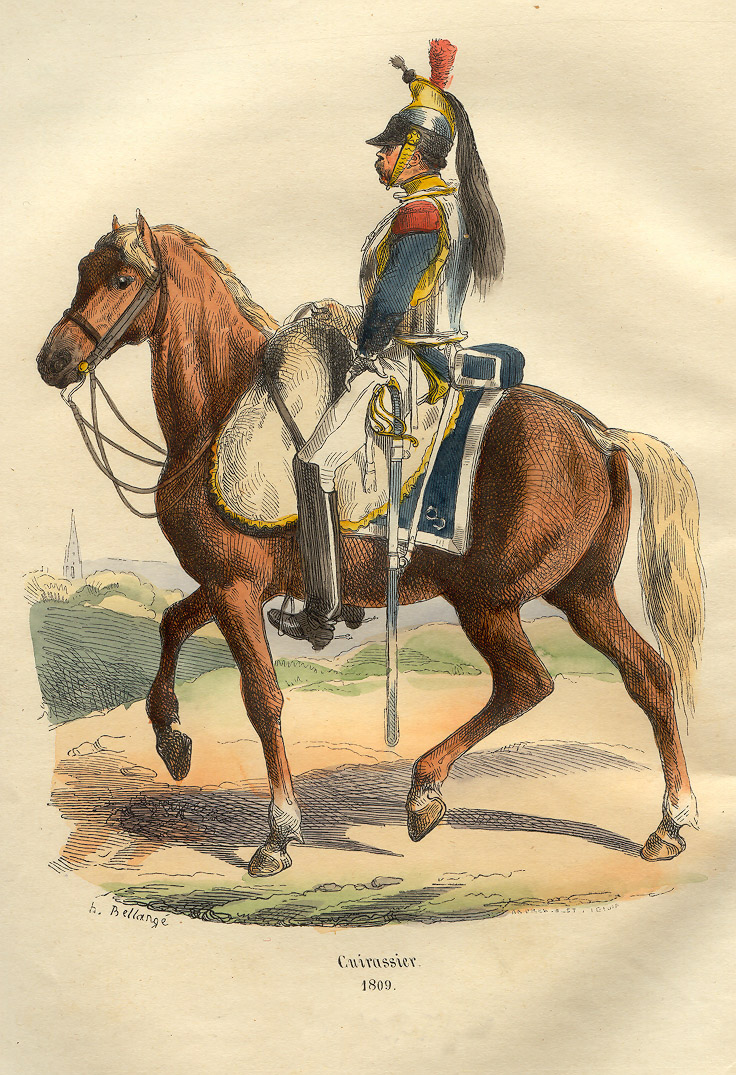
Coracero francés en 1809

Cuando Lannes llegó al frente de batalla, Napoleón lo puso de forma inmediata al mando de un Cuerpo de ejército provisional. Esta formación ad hoc consistía en gran parte de unidades del III Cuerpo que habían escapado de la trampa de Carlos el día anterior, más específicamente tres divisiones de infantería, una división de caballería pesada y una brigada de caballería ligera. También se añadió a esta fuerza la 1.ª División de Caballería Pesada de las reservas de caballería. Una de las divisiones asignadas a este cuerpo fue enviada a resguardar Saal an der Donau, un desfiladero que se encontraba entre Lannes y Davout.
En la mañana del 20 de abril, Napoleón asumió erróneamente que el grueso del ejército austríaco se encontraba frente a él. Debido a esto, dio órdenes de moverse hacia el sureste, en dirección a Landshut. La misión de Lannes era hacer que el flanco derecho austríaco se volviera hacia el sur, en dirección a Rohr. El General de División Dominique Vandamme atacaría Siegenburgo con su pequeño grupo de soldados de Wurtemberg. Las restantes divisiones de Lefebvre, junto con la división de reservas del III Cuerpo, se conectarían con Lannes y Vandamme. Napoleón ordenó al IV Cuerpo de Masséna que capturase Landshut y los cruces del río Isar, cortando así las líneas de comunicaciones austríacas.

## La batalla

### Abensberg
A las 7:30 del 20 de abril, el Archiduque Carlos dio órdenes a su hermano, el Archiduque Luis, de que se retirara hacia Rottenburg y la defendiera. Carlos pretendía enviar a Hiller a tomar la posición que Luis había dejado a su izquierda en Pfeffenhausen. Carlos se equivocó al enviar las órdenes muy tarde y al no informar a Luis de que Hohenzollern se había retirado hacia el este. Este último movimiento dejó expuesto el flanco derecho del V Cuerpo de ejército.

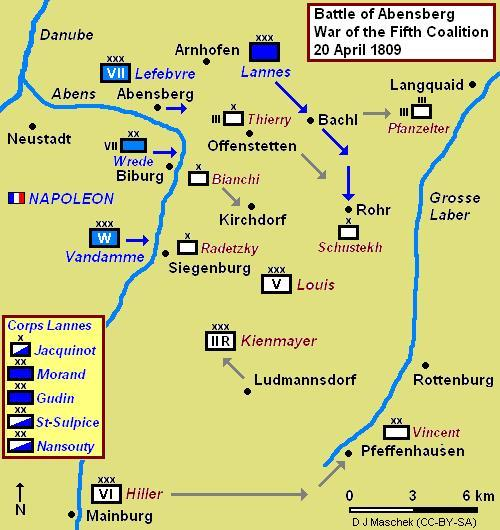
Mapa de la batalla de Abensberg, donde se muestra el avance de Lannes en Bachl y Rohr.

Pfanzelter se encargó de defender Bachl en el flanco extremo derecho. Al oeste de Bachl, Thierry se encargó de proteger Offenstetten con tres batallones y un tercio de un cuarto. Los otros batallones y el resto del cuarto se habían separado de sus fuerzas y unido a Federico von Bianchi, quien tenía seis batallones cerca de Biburg. Luis había ayudado a Schustekh con cuadro escuadrones de húsares y una parte de un batallón en Rohr. Las fuerzas de infantería de Schustekh se habían vuelto a unir al V Cuerpo de ejército luego de marchar desde Mainburg.
Según una versión de los hechos, la guardia de Lannes se acercó a Bachl al final de la mañana del 20 de abril, obligando al pequeño destacamento de Pfanzelter del III Cuerpo de Ejército austríaco a replegarse hacia el este. La 1.ª División Bávara, al mando de Príncipe Luis de Baviera, y la 3.ª División Bávara, comandada por el Teniente General Bernhard Erasmus von Deroy, junto a la División de vanguardia del III Cuerpo avanzaron sobre Offenstetten. Aproximadamente a las 10 de la mañana derrotaron a la brigada de Thierry, obligándola a retroceder a Bachl mientras Lannes se acercaba desde el norte. Thierry rápidamente se replegó a Rohr, lugar al que llegó a las 2 de la tarde.
El historiador James R. Arnold ofrece una versión diferente. Escribe que el comando de Pfanzelter fue abandonado por órdenes del Príncipe de Hohenzollern, dejando el camino norte-sur que pasaba por Bachl completamente desprotegido. Mientras tanto, los dragones de Thierry descubrieron que Abensberg y los caminos cercanos se encontraban llenos de tropas enemigas. Aproximadamente a las 8 de la mañana, Thierry se replegó a Bachl y encontró que la caballería francesa ya había ocupado la aldea. Al estar separado de sus dragones, los hombres de Thierry fueron perseguidos hacia el bosque por la caballería francesa. Desde allí los austríacos se dirigieron hacia Rohr a través del bosque.
El autor francés Francis Loraine Petre indica que Gudin se encontró con Pfanzelter al norte de Bachl y se lo sacó de encima aproximadamente a las 9 de la mañana. La 1.ª División de Baviera y la brigada de Wurtemberg de Hügel sacaron a Thierry de Offenstetten aproximadamente a las 10. Cuando los austríacos llegaron a Bachl, se encontraron con Jacquinot, quien les atacó y los forzó a "dispersarse en el bosque". Pfanzelter marchó hacia el este a Langquaid, donde se volvió a unir a los cuerpos de Hohenzollern.
Debido a que temía que los austríacos estuviesen ocultos en los bosques en su flanco izquierdo, Lannes bajó el ritmo de la marcha para hacer un reconocimiento del terreno en el este. Aun así, su columna llegó a Rohr antes que la infantería de Thierry. Sin el destacamento de Pfanzelter para alertarlo, la llegada de la columna de Lannes sorprendió a Schustekh. El comandante austríaco envió valerosamente cuatro escuadrones de húsares contra la avanzada de Jacquinot. Finalmente, Jacquinot involucró a toda su brigada y empujó a los húsares austríacos de vuelta al batallón de apoyo y un tercio de la infantería Grenz al sur de Rohr. A esas alturas, las cansadas tropas de Thierry se sumaron a la escaramuza. Con la ayuda del 17.º regimiento de infantería ligera y una batería de artillería, los chasseurs de Jacquinot rápidamente rompieron las líneas de la infantería de Thierry y les hicieron retroceder al bosque.
Para quitar la presión sobre la infantería, Schustekh cargó nuevamente, justo cuando aparecieron los dragones perdidos de Thierry. En un principio, el ataque fue relativamente exitoso, pero poco después la caballería austríaca se enfrentó a un gran número de coraceros. El resultado fue la devastación de la caballería austríaca, la cual atropelló a sus propios soldados a pies mientras huía en desbandada. Los chasseurs franceses y coraceros cabalgaron sobre las tropas de Thierry y Mesko, atacando a los fugitivos. Más de 3000 austríacos fueron tomados prisioneros, incluyendo a Thierry, y perdieron cuatro cañones.
La noche anterior, el VI Armeekorps de Hiller acampó en Mainburg. A través de un camino que corría directamente desde Mainburg al flanco este de Luis en Siegenburg, a una distancia de tan solo 13 kilómetros, Hiller decidió unirse a su colega Pfeffenhausen. Una vez arribó, Hiller recibió el comando de los tres cuerpos del flanco izquierdo. Hiller llegó personalmente a Siegenburg para conferir con el Archiduque Luis aproximadamente al mediodía. Tras recibir preocupantes reportes del flanco derecho, envió al General Karl von Vincent hacia Rottenburg junto a las brigadas de infantería de los Mayores Josef Hoffmeister y Nikolaus Weissenwolf, además de cuatro escuadrones del Regimiento de Caballería Rosenberg n.º 6.

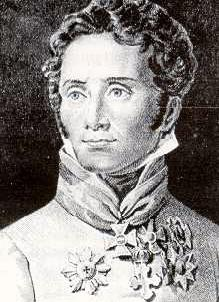
Federico von Bianchi

El Archiduque Luis dejó con Reuss y el Mayor José Radetzky a cuatro batallones y doce escuadrones de caballería en Siegenburg. Bianchi se posicionó en la ribera este del río Abens, al frente de Biburg. El Teniente General Karl Phiplipp von Wrede se aventuró a investigar Siegenburg, pero su 2.ª División fue fácilmente repelida por Radetzky y una batería de cañón de 12 libras. A esas alturas, Luis se enteró de que los franceses habían atacado a Thierry, por lo que ordenó dos batallones al flanco derecho y llamó el comando de Kienmayer desde Ludmannsdorf.
Wrede se movilizó hacia el norte en dirección a Biburg, donde trató de cruzar el Abens nuevamente. En un principio no pudo lograrlo, pero Bianchi retrocedió a Kirchdorf, permitiendo así a la 2.ª división bávara cruzar a la ribera este del arroyo. Mientras tanto, el contingente de Domminique Vandamme reemplazó a Wrede al frente de Siegenburg. Vandamme pronto se dio cuenta de que el cruce en Siegenburg no era factible, así que marchó hacia el norte, cruzó el río en Abensberg y se dirigió al sur hacia Kirchdorf. Allí fue que las fuerzas de Baviera y Wurtemberg encontraron a Bianchi con su brigada reforzada y un escuadrón de caballería. Reuss llegó poco después con dos batallones de Radetzky. Aproximadamente a las 2 p. m., se libró un cerrado combate luego de que los austríacos se replegaran hacia el sureste. Según algunos testigos, la caballería del II Cuerpo también fue parte de la lucha en Kirchdorf.
Presionado por el 7.º Regimiento de Infantería Baviera de Wrede, además de dos batallones de Wurtemberg, Radetzky se retiró en forma ordenada a través del camino de Siegenburgo, bajo la cobertura de los grenzers y los granaderos de Kienmayer bajo el mando del General-Mayor Konstantin Ghilian Karl d'Aspré. Logró hacer pasar a los trenes del V Armeekorps a través de Pfeffenhausen antes de los bavieros le cortasen el camino. Wrede lo persiguió en forma agresiva, tomando muchos prisioneros en el camino, pero finalmente no pudo tomar el puente, el cual fue quemado por los austríacos. Pese a esto, los bavieros siguieron manteniendo la presión, cruzando el poco profundo Große Laber a las 11 p. m. para atacar. Radetzky se replegó a una colina llamada Hornbach, donde su guardia se enfrentaría contra los bavieros en una escaramuza a tempranas horas de la mañana.
Cuando la columna de von Vincent se acercaba a Rottenburg, encontró que el camino se encontraba bloqueado por los trenes del III Armeekorps. Una carga de la Caballería Rosenberg retrasó a los coraceros franceses lo suficiente como para que su infantería tome posiciones sólidas en el este del Große Laber. Hiller llegó a Rottenburg al final de la tarde y ordenó un contraataque a las 7 p. m. Vincent movió su brigada izquierda hacia adelante y rápidamente aplastó a una unidad bávara, capturando 300 hombres. Poco después, el 4.º Regimiento de Infantería entró en una violenta lucha con las infanterías francesa y bávara. Al anochecer, los austríacos se vieron forzados a retroceder con 600 bajas al ser superados en número, pero finalmente detuvieron a sus enemigos.

### Ratisbona

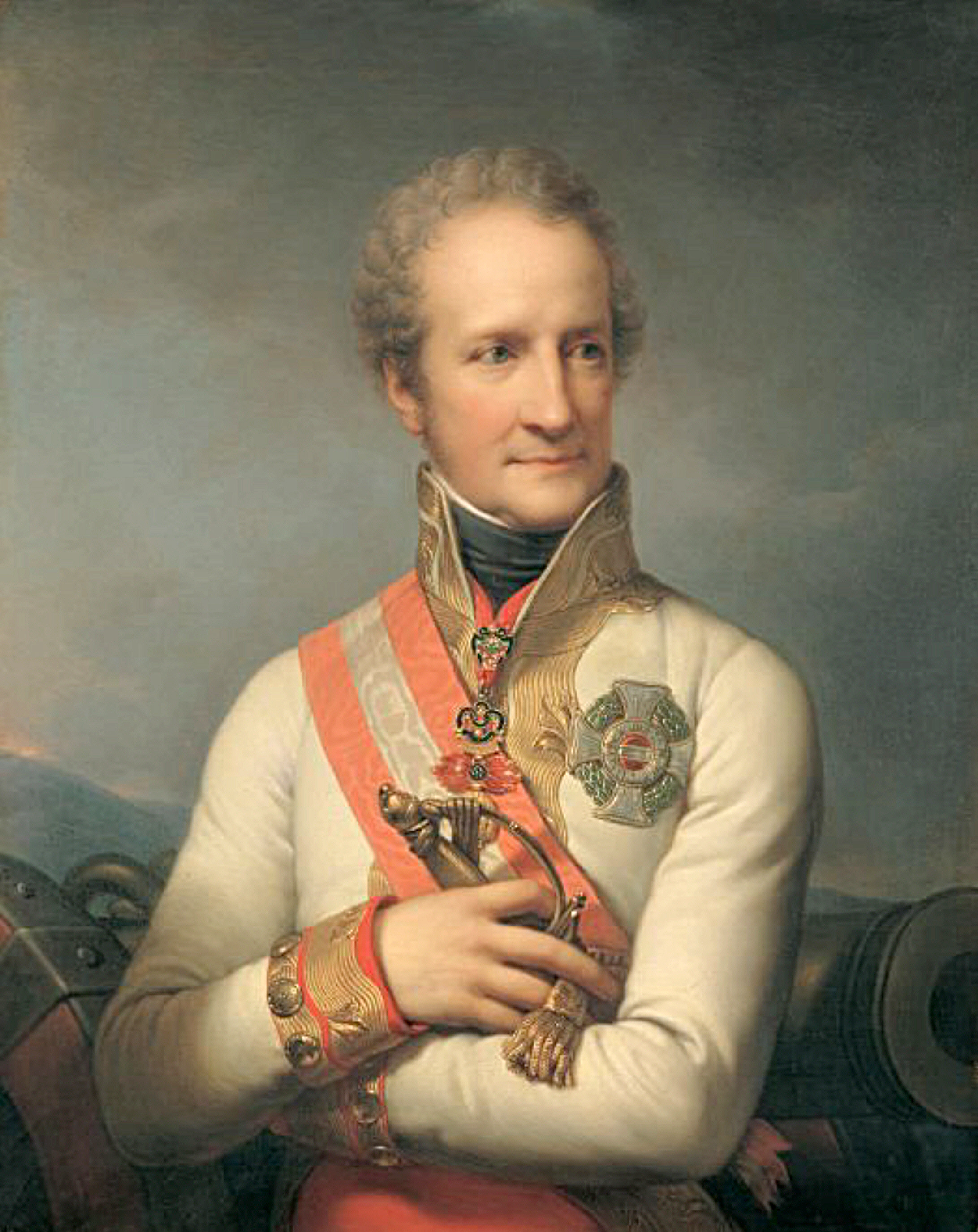
Juan José I von Liechtenstein

El 20 de abril, los II Armeekorps austríacos continuaron atacando al 65 Regimiento de Infantería del Coronel Louis Coutard en Regensburg. Un convoy francés que había sido enviado para recargar sus bajos niveles de municiones fue emboscado por la caballería austríaca a las 8 a. m. Las tropas francesas finalmente agotaron sus municiones y Coutard le pidió una tregua de 24 horas a Kolowrat luego de que él prometió rendirse si no era relevado. El comandante austríaco, ingenuamente, aceptó.
Sin embargo, la columna de Liechtenstein apareció poco después desde el sur. Liechtenstein indicó que la tregua existente no se aplicaba a él y demandó la rendición inmediata de Coutard. Así fue que este capítulo a las 5 p. m. Los minadores franceses nunca pudieron destruir el puente de Ratisbona, y este sería un factor decisivo más adelante que permitiría el escape del ejército de Carlos. En los dos días de la batalla, los franceses perdieron 11 oficiales y unos 200 hombres fueron heridos o muertos, además de 1988 capturados. Las pérdidas austríacas alcanzaron los 73 muertos, 220 heridos y 85 desaparecidos. Durante la lucha los franceses capturaron 75 soldados y un color, todos los cuales fueron recuperados.
Cuando Kollowrat finalmente se presentó con el II Armeekorps preparado esa noche, el cuartel general ordenó que sus tropas marcharan hacia el oeste a Hemau, en la ribera norte del Danubio. En la mañana, las cansadas tropas fueron llamadas de vuelta a Ratisbona.

## Consecuencias
Arnold indica que las bajas aliadas fueron de 1107 soldados, incluyendo a 746 bávaros. Contabiliza las bajas austríacas en 492 muertos, 2219 heridos y casi 4000 capturados, haciendo un total de 6.711. Los franceses también capturaron 12 cañones. Digby Smith relata que las bajas aliadas fueron de 34 muertos y 438 heridos, pero esto parece tomar en cuenta solo las bajas de los aliados alemanes. Las bajas austríacas son elevadas hasta 6.872, incluyendo un total de 3000 a 4000 capturados aproximadamente. El 2.º Batallón Grenz fue aniquilado, perdiendo 18 oficiales y 1040 soldados. Petre indica que las bajas austríacas alcanzaron los 2710 hombres, además de 4000 prisioneros. En total, los 42.000 soldados de los tres cuerpos de Hiller en el flanco izquierdo se enfrentaron a 55.000 franceses y sus aliados alemanes. No obstante, solo unos 25.000 austríacos y un número similar de aliados entraron en combate.

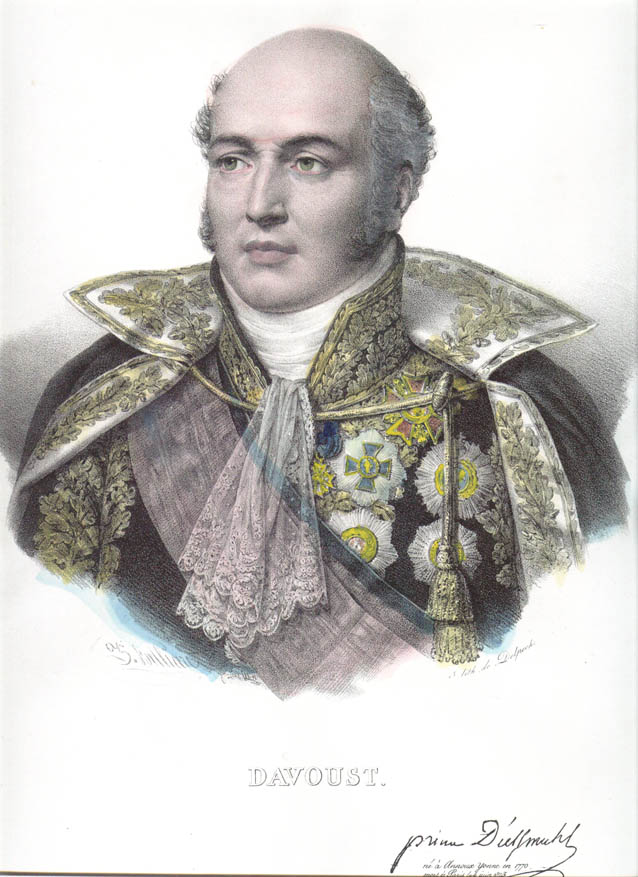
Davout, quién no fue atacado por los austriacos el 20 de abril pese a contar con una fuerza inferior en número.

Esa noche, al conocer la gravedad del desastre de Thierry y Schustekh, Hiller decidió replegar a sus tres cuerpos detrás del Isar en Lanshut. Esta decisión también fue influenciada por los movimientos de Masséna contra su retaguardia izquierda y los informes poco favorables del Archiduque Luis. Esta crucial decisión significó que el flanco izquierdo austríaco operaría en forma independiente del cuerpo principal del Archiduque Carlos. Hiller recién se volvería unir con su comandante de ejército el 15 de mayo al norte de Viena.
Mientras que Napoleón hacía estragos en su ala izquierda, el Archiduque Carlos permaneció increíblemente inactivo. A las 6 a. m., el archiduque estaba con Rosenberg y a las 7:30 a. m. envió órdenes al Archiduque Luis y luego le escribió una carta al Emperador Francisco I de Austria. Pero desde las 11 a. m. hasta las 6:30 p. m. el generalísimo austríaco no envió ninguna orden. Se especula que o se obsesionó con capturar Ratisbona o tuvo un ataque de epilepsia durante el cual supuestamente se habría encerrado en su cuarto. El ataque epiléptico es probable, pero también existe la posibilidad de que este hubiese sido una historia para encubrir su ineptitud al mando. Lo que si sabe con certeza es que los cuerpos de reserva austríacos III, IV y I no perturbaron a las tres divisiones del Louis Friant, Saint-Hilaire y Montbrun el 20 de abril.
Pese a tener la desventaja numérica, los 113.000 hombres de Napoleón lograron dividir a los 161.000 tropas austríacas en dos. Los cinco cuerpos de Carlos, incluyendo los 48.000 miembros del I y II Armeekorps al norte de Ratisbona, se ubicaron al norte mientras que los otros tres cuerpos de Hiller se replegaron a Landshut (los 57.000 soldados de Masséna y Oudinot no está incluidos en el total de las fuerzas de Napoleón). Ambas fuerzas austríacas llegaron a luchar una segunda batalla importante cada una. Hiller luchó la batalla de Landshut el 21 de abril, mientras que Carlos se vio involucrado en la batalla de Eckmühl el 22 de ese mismo mes.